# شعله جاوید
شعله جاوید (به انگلیسی: Eternal Flame) از مهم‌ترین جریانات سیاسی و ایدئولوژیک دهه ۴۰ هجری خورشیدی در افغانستان بود که تا هنوز برخی از سازمان‌های فعالی از جمله تشکیلات مائوئیست‌های افغانستان، سازمان رهایی افغانستان، حزب کمونیست (مائوئیست خط چینی) افغانستان، سازمان کارگران افغانستان (م.ل. م)، جنبش انقلابی جوانان افغانستان و هسته کارگری مبارز افغانستان بر ایدئولوژی آن پا می‌فشارند و طیف وسیعی از هواخواهان آن در داخل و خارج کشور وجود دارند.
پس از آنکه حزب دموکراتیک خلق افغانستان در ۱۳۴۳ خورشیدی، بر بستر تزهای ریویزیونیستی خروشچف ساخته شد و در مخالفت با رژیم پوسیدهٔ شاهی قبیلوی، راه رسیدن به قدرت را پارلمانتاریزم قرار داد، روشنفکران ناراضی با این برآمد، جلب این حزب شدند، اما در آن زمان بنا بر اندیشه‌های مائو و رهبران دیگر حزب کمونیست چین که بر انقلاب قهری تأکید داشتند و با نشر «نه تفسیر» تزهای خروشچف را ریویزیونیستی و ضدانقلابی ارزیابی کردند و به این صورت اردوگاه سوسیالیستی شق عمیقی خورد و در افغانستان محافلی به وجود آمدند که به محافل محمودی، یاری و باختری نامیده شدند و بالاخره در سوم عقرب ۱۳۴۴ خورشیدی، این محافل «سازمان جوانان مترقی افغانستان» را بنیان گذاشتند. بعد محافل رستاخیز (گروه مبارزین نجات افغانستان) و انجنیر عثمان نیز به این سازمان پیوستند. رهبری این سازمان را اکرم یاری که از هزاره‌های جاغوری و فارغ فاکولتهٔ ساینس دانشگاه کابل بود، به عهده داشت.
سازمان جوانان مترقی و جریان تحت رهبری آن (شعله جاوید) با شعار انقلاب قهری و رد پارلمانتاریزم به زودی در میان روشنفکران ریشه گرفت و به یک جریان نیرومند سرتاسری در افغانستان مبدل گشت. این سازمان که باور به مارکسیسم، لنینیسم، اندیشه مائو بود؛ در آن زمان، افغانستان را جامعه نیمه فیودالی و نیمه سرمایه‌داری ارزیابی کرده و برای کسب قدرت، استراتژی مبارزه مسلحانه محاصره شهرها از طریق دهات و رسیدن به جامعه دموکراتیک نوین را برنامه حداقل خود قبول کرد.
سازمان جوانان، در ۱۳۴۷ خورشیدی جواز نشر رسمی شعله جاوید (ناشر اندیشه‌های دموکراتیک نوین) را به مدیریت دکتر رحیم محمودی از دولت گرفت و بعد از نشر یازده شماره، بند شد. نشریه شعله جاوید که بیشتر مقالات آن از قلم دانشمند بی همتای جنبش انقلابی افغانستان، اکرم یاری می‌تراوید، بیشتر بر رد تزهای خروشچف و پارلمانتاریزم حزب دموکرتیک خلق می‌چرخید و انقلاب قهری را تبلیغ می‌کرد، به این خاطر به زودی کشش و جاذبه‌ای باور نکردنی در میان طیف‌ها و طبقات مختلف جامعه، بویژه روشنفکران انقلابی پیدا کرد و به زودی از همه جریانات سیاسی و ایدئولوژیک آن زمان پیشی گرفت و در انتخابات اتحادیه محصلان در ۱۳۴۸ خورشیدی از ۴۳ نماینده، ۲۲ نماینده را به این اتحادیه فرستاد که از مجموع نمایندگان تمام جریان‌های سیاسی آن زمان پیشی گرفت.
سازمان جوانان مترقی که سیاست‌هایش را بر کار علنی، قانونی و شهری گذاشته بود، بعد از آنکه شعله جاوید بند شد و دیرتر که حاکمیت استبدادی در کشور حاکم گشت، سازمان جوانان مترقی، چون برای چنین شرایطی آمادگی نداشت، عملاً نابکار ماند و به این خاطر تضادهای نهفته در درون سازمان و جریان به زودی سر بلند کردند و همان بود که در ۱۳۴۹ خورشیدی، انجنیر عثمان دست به انشعاب زد. وی «پس منظر تاریخی» را نوشت و به «گروه پس منظر» معروف گشت. این گروه تمام اشتباهات را به رهبری سازمان جوانان محدود کرد و نقش افراد را عمده ساخت و به این صورت با غلتیدن به اندویدوالیزم، از یک ارزیابی علمی به دور ماند و نتوانست در میان شعله ای‌ها راه باز کند و به زودی نابود گشت و قادر به ایفای نقشی در جنبش شعله‌ای نشد. به دنبال آن در ۱۳۵۱ خورشیدی، دکتر فیض احمد و عده‌ای از کادرهای سازمان جوانان با فرموله کردن اشتباهات سازمان جوانان، بالاخره نوشته «با طرد اپورتونیزم در راه انقلاب سرخ به پیش» را نوشت و تا حدی اشتباهات سازمان جوانان را جمعبندی نمود که «انتقادگران» تحت رهبری داکتر فیض احمد بعداً «گروه انقلابی خلقهای افغانستان» (که بعداً به «سازمان رهایی افغانستان» تغییر نام داد) را ایجاد کردند.
سازمان جوانان مترقی که در آنارشی و پراکندگی خاصی به سر می‌برد و اکرم یاری، پیشوای سازمان نیز به ببماری شدیدی مبتلا شده بود، رهبران دیگر آن در ۱۳۵۴ خورشیدی، تصمیم گرفتند تا از کار و اشتباهات گذشته، جمع‌بندی و به بازسازی سازمان دست بزنند، اما در این نشست که از هر ولایت دو نماینده خواسته شده بود، نه تنها قادر به جمعبندی اشتباهات سازمان جوانان مترقی نشدند بلکه با طرح انتقادات جدید، سازمان و جریان عملاً از هم پاشیدند.
گروه انقلابی خلقهای افغانستان، بر اشتباهات «سازمان جوانان مترقی» انگشت گذاشته رهبر آن، دکتر فیض احمد، اثر (با طرد اپورتونیسم…) خویش را در رد سازمان جوانان مترقی و جریان شعله جاوید نوشت. این گروه، در اولین روزهای ایجادش، در برابر باآنچه اشتباهات سازمان جوانان مترقی می‌خواند، شعار رفتن به دهات را سر داد. گروه انقلابی در ۱۳۵۴ خورشیدی، تصمیم گرفت تا کارش را جمعبندی کند، اما تعدادی از اعضای آن به رهبری انجنیر توریالی و دکتر عاکف، گروه را متهم به برخورد اکونومیستی و برخورد نادرست به اخلاقیات کمونیستی نموده و «ایدئولوژی چیست؟» را منتشر کردند و با انشعاب خود «سازمان تدارک و مبارزه برای ایجاد حزب کمونیست» را ساختند و نشریه اخگر را منتشر کردند که بعد به گروه اخگر شهرت یافتند. این سازمان که بیشتر اعضای آن رهسپار خارج شدند، نتوانست به تشکیلات نیرومندی مبدل گردد، اخگر بعدها به اندیشه مائو هم پشت کرد و نظرات انورخوجه رهبر حزب کار آلبانی را پذیرفت. تلاش‌های انجنیر توریالی در ۱۳۶۲ خورشیدی، برای بازسازی این سازمان در کنر به خاطری به جایی نرسید که پرتاب گلوله‌ای ناگهانی از یکی از پوسته‌های دولتی بر پیشانی او اصابت کرد و در دم جان باخت و بالاخره اخگر نیز از میان رفت و اعضای باقیماندهٔ آن به سازمان‌های دیگر پیوستند.
مجید کلکانی که با عده‌ای از رفقایش قبلاً در شمالی «محفل شمالی» را ساخته بود، در ۱۳۵۳ خورشیدی، به گروه انقلابی خلقهای افغانستان پیوست. صادق یاری با همیاری عده‌ای از کادرهای شعله جاوید در ۱۳۵۶ خورشیدی، سازمان رهایی‌بخش خلقهای افغانستان یا «سرخا» را ایجاد کرد. سرخا بعد از کودتای ثور اولین سازمانی بود که اعلامیه محکومیت کودتا که آن را جزئی از سیاست نفوذی سوسیال امپریالیزم شوروی در افغانستان ارزیابی کرده و از خیزش‌های فوری توده‌ها در برابر این کودتا خبر داده بود، پخش کرد و بعد از چند روز رهبری آن با خیانت یکی از اعضایش به دست «اگسا» افتاد و تمام رهبران آن به شمول اکرم یاری بی مکثی اعدام شدند و این سازمان نو پا نیز ضربه نابود شونده‌ای چشید و صفوف آن به سازمان‌های دیگر انقلابی پیوستند. در ۱۳۵۸ خورشیدی، حزب دموکراتیک، تانکها را از غزنی به جاغوری فرستاد و اکرم یاری که به شدت بیمار و از نظر سیاسی فعالیتی نداشت، دستگیر و به کابل آورد و تیرباران کرد. اکرم یاری بعد از آنکه به جاغوری رفت و زمین‌های پدر ملاکش را میان دهقانان فقیر جاغوری قسمت نمود و خود با دختر دهقانی ازدواج کرد، به مریضی لاعلاج عصبی مبتلا شد و خلقی‌های پشتون تبار او را از بستر مریضی به قتلگاه بردند.
مجید کلکانی در ۱۳۵۷ خورشیدی از گروه انقلابی خلق‌های افغانستان، روی سه اختلاف (مشی چریکی، وحدت شعله ای‌ها و تیوری سه جهان) جدا شد و با گروه هادی محمودی و نادرعلی دهاتی، سازمان آزادیبخش مردم افغانستان (ساما) و جبهه متحد ملی را ساخت. در ۱۳۵۸ خورشیدی، عده‌ای از کادرهای شعله جاوید «سازمان پیکار برای نجات افغانستان» را ساختند که در دستگیری‌های وسیع ۱۳۶۰ خاد برهبری دوکتور نجیب، ضربه کاری خورد. حکیم توانا که به خاد پیوست، بسیاری از افراد این سازمان را به خاد معرفی که به زودی دستگیر و اعدام شدند. در ۱۳۵۸ خورشیدی، گروه انقلابی به سازمان رهایی تغییر نام داد و ارگان سیاسی – تیوریک خود به نام «مشعل رهایی» را منتشر ساخت.
مجید در اواخر ۱۳۵۸ خورشیدی در کابل دستگیر شد و بعد در جوزای ۱۳۵۹ خورشیدی، با گروپی از «امینی» ها اعدام گردید. مجید قبل از اعدامش از جلادان خواسته بود که او را دورتر از افراد «امین» اعدام کنند تا خون او با خون اینان یکجا جریان نیابد. مجید که از سال‌ها در شمالی مخفیانه زندگی می‌کرد، فقط به دهقانان زحمتکش و تاکداران شمالی و کل زحمتکشان افغانستان می‌اندیشید و تا هنوز جانش را در این راه نباخته بود که او را «چه گوارای» افغانستان لقب داده و در قلب توده‌های آن دیار راه باز کرده بود. توده‌های شمالی و تمام مردم افغانستان تا حال از این انقلابی جانباخته به عنوان یک قهرمان دلیر تجلیل می‌کنند.
پس از اعدام مجید، ساما دچار انشعاب شد. هادی محمودی از آن جدا و «سازمان وطنپرستان واقعی» یا ساوو را ایجاد کرد که چون پنج تن از رهبران «ساوو» (بشیر بهمن، لطیف محمودی، مسجدی و دو تن دیگر) در ۱۳۶۰ خورشیدی به وسیله خاد در کابل دستگیر و بعد از آنکه از ایدئولوژی و نظرات سازمان شان علناً دفاع کردند، پلچرخی اعدام شدند، این سازمان عملاً از تحرک افتاد و هادی محمودی به آلمان رفت. در ۱۳۶۰ خورشیدی نادر علی دهاتی یکی دیگر از رهبران ساما نیز در کابل دستگیر و اعدام شد.
در سال ۱۳۶۵ خورشیدی، دکتر فیض احمد با یک توطئه درونی، در پیشاور به دام حزب اسلامی برهبری گلبدین پشتون تبار (از جمله بی رحمترین و خونخوارترین رهبر اسلامگرایان و دهشت افگنان ساخت cia بود) افتاد و با چند تن از یارانش قتل‌عام شد. دکتر فیض احمد از دانش قوی برخوردار و سازمانده زبردستی بود و بسیاری به این باورند که در جنبش شعله‌ای از نظر سازماندهی و برخی خصوصیات دیگر کسی به پای او نمی‌رسید. چون فردی که دکتر فیض را به حزب اسلامی تحویل داده بود، بر طبق اسناد این سازمان، انجنیر خان محمد نام داشت و با فضل الحق مجاهد یکی از رهبران حزب اسلامی در جلال‌آباد و پیشاور کار می‌کرد، هر دو (خان محمد و فضل الحق) در سال ۱۳۷۲ خورشیدی در حیات آباد پیشاور یکجا به قتل رسیدند. در آن زمان در پیشاور شایعه شد که اینان را پیروان دکتر فیض به خونخواهی رهبر شان به قتل رسانده‌اند، اما خود حزب اسلامی در این زمینه اظهار نظری نکرد. در ۱۳۶۶ خورشیدی، لیلا فیض که رهبر جمعیت انقلابی زنان افغانستان (راوا) بود و در آن زمان راوا یک سازمان فعال زنان به حساب می‌آمد، در کویته در اثر توطئه خاد با چند تن از همکارانش به قتل رسید و دو قاتلش به وسیله دولت پاکستان دستگیر و بعد از اعتراف سال‌ها بعد اعدام شدند.
بعد از جان باختن مجید، برادرش عبدالقیوم رهبر به رهبری ساما رسید، اما در سال ۱۳۶۲ خورشیدی، ساما طی کنفرانسی که از کارش جمعبندی می‌کرد، با انشعاب رو به رو شد و گروپی که از آن جدا گردید، بعدها حزب کمونیست (مائوئیست) افغانستان را ساخت (این حزب اکنون نشریه اینترنتی شعله جاوید را منتشر می‌سازد و آدرس ارتباطی خارج را دارد). «رهبر» بعد در پیشاور توسط افراد ناشناسی به قتل رسید. گرچه سخنگوی ساما در مصاحبه با بی‌بی‌سی در آن زمان قتل «رهبر» را کار دشمنان مردم افغانستان خواند، اما باز هم در پیشاور شایع شد که این قتل توسط حزب اسلامی صورت گرفته و باز هم حزب اسلامی در این مورد اظهار نظری نکرد.
سازمان ساما (ی بعد از مجید کلکانی و سازمان رهایی که بعد از کودتای ثور و
پشتیبانی نظامی شوروی به افغانستان در مبارزه مسلحانه شرکت داشتند و این جنگ را رهایی‌بخش ارزیابی نمودند و تا سرنگونی دولت نجیب از این مبارزه دست نکشیدند. اما، تلاش این سازمانها، به ثمر ننشست. این دو سازمان در آن زمان جمهوری اسلامی را در سیاست شان پذیرفته و در جریان این چند سال حدود هفت - هشت صد تن از اعضای این دو سازمان در این جنگ به قتل رسیدند و در نقاطی از کشور نیروهای حزب اسلامی و جمعیت اسلامی هردوساخت CIA با نیروهای این دو سازمان درگیر شده؛ در هرات، شمالی و رباط جنگهای خونینی را پشت سر گذاشتند و تلفات بسیاری از سوی این دو تنظیم بر نیروهای ساما و رهایی وارد شد. اعضای این دو سازمان در پیشاور نیز زیر تهدید حزب اسلامی و آی.اس. آی پاکستان قرار داشتند که بالاخره قتل رهبران هر دو سازمان در پیشاور به این تنظیم (حزب اسلامی) که مورد حمایت بیشتر آی اس آی قرار داشت، نسبت داده شد. بعد از جان باختن دکتر فیض احمد، در سازمان رهایی چند بار جدایی‌هایی رخ داد که ابتدا برخی جدا شدگان چپ رادیکال و بعد سازمان سوسیالیستی کارگری را ساختند و آخرین آن در ۱۳۸۵ خورشیدی، انشعاب «سازمان انقلابی افغانستان» بود که این گروه‌های بعدی نیز عملاً موجودیت خارجی ندارند.
با اینکه برخی از این سازمان‌ها اکنون فعال و برخی نیمه فعال اند. سازمان‌هایی که از بقایای شعله جاوید اند و بر همان راه و رسم با تفاوت‌هایی پافشاری می‌کنند، از آن جمله، سازمان رهایی افغانستان هنوز هم مخفیانه در افغانستان به فعالیت‌های شان ادامه می‌دهند.